# 観興寺 (久留米市)
観興寺（かんこうじ）は福岡県久留米市山本町耳納にある曹洞宗の寺院
。寺伝によれば白雉年間（650年 - 654年）の創建という。本尊は千手観世音菩薩。 

## 文化財

### 重要文化財
- 絹本著色観興寺縁起 2幅[3]